# Nsungli (peuple)
Pour les articles homonymes, voir Nsungli.
Les Nsungli sont une population d'Afrique centrale vivant principalement au Cameroun, au nord de la région du Grassland. Quelques communautés vivent également au Nigeria. Ils sont considérés comme un sous-groupe des Tikar.

## Ethnonymie
Selon les sources et le contexte, on observe de nombreuses formes : Bojin, Limbom, Limbum, Llimbumi, Ndu, Ndzungle, Ndzungli, Njungene, Nsungali, Nsunglis, Nsungni, Tang, War, Wimbum, Wimbun, Wiya, Wiyeh, Zungle.
« Nsungli » est le terme qu'utilisaient les Nso pour désigner les War, les Tang et le Wiya. Il est dérivé d'un mot lamnso qui signifie « bavards ». Par commodité l'administration a conservé cette appellation dans ses rapports.

## Langue
Ils parlent le limbum (ou nsungli), une langue des Grassfields, dont le nombre de locuteurs était estimé à 73 000 au Cameroun en 1982. Ils sont peu nombreux au Nigeria.